# Frolovo
Frolovo è una città della Russia europea meridionale (oblast' di Volgograd), situata sulla riva del fiume Arčeda (bacino del Don), 148 chilometri a nord-ovest del capoluogo Volgograd; è il capoluogo amministrativo del distretto omonimo.
Fondata nel 1868 come insediamento operaio durante la costruzione della ferrovia Grjazi-Povorino-Volgograd, ricevette lo status di città nel 1936.

## Società

### Evoluzione demografica
Fonte: mojgorod.ru
- 1939: 17.400
- 1959: 26.400
- 1970: 33.400
- 1979: 39.500
- 1989: 41.700
- 2007: 39.500
- 2021: 35.600